# Placówka Straży Celnej „Krywałd” (Knurów)

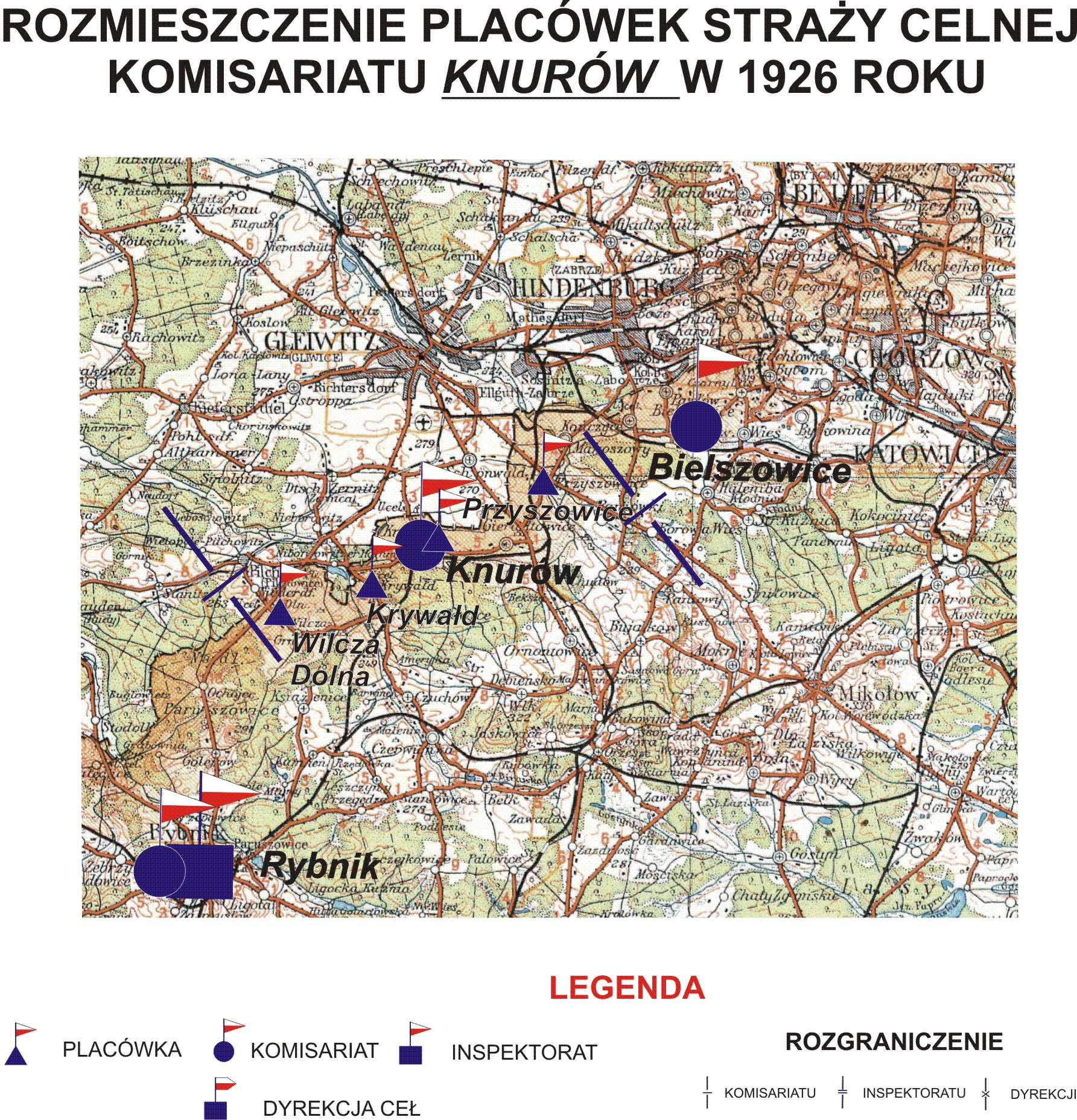
Rozmieszczenie placówek SC Komisariatu Knurów w 1926 r.

Placówka Straży Celnej „Krywałd” – jednostka organizacyjna Straży Celnej pełniąca w okresie międzywojennym służbę ochronną na granicy polsko-niemieckiej.

## Formowanie i zmiany organizacyjne
Na wniosek Ministerstwa Skarbu, uchwałą z 10 marca 1920 roku, powołano do życia Straż Celną. Od połowy 1921 roku jednostki Straży Celnej rozpoczęły przejmowanie odcinków granicy od pododdziałów Batalionów Celnych. Proces tworzenia Straży Celnej trwał do końca 1922 roku. Placówka Straży Celnej „Krywałd” weszła w podporządkowanie komisariatu Straży Celnej „Knurów” z Inspektoratu SC „Rybnik”.
W drugiej połowie 1927 roku przystąpiono do gruntownej reorganizacji Straży Celnej. W praktyce skutkowało to rozwiązaniem tej formacji granicznej. Ochronę północnej, zachodniej i południowej granicy państwa przejęła powołana z dniem 2 kwietnia 1928 roku Straż Graniczna.
Rozkazem nr 4 z 30 kwietnia 1928 roku w sprawie organizacji Śląskiego Inspektoratu Okręgowego dowódca Straży Granicznej gen. bryg. Stefan Pasławski powołał komisariat Straży Granicznej „Rybnik”. Placówka Straży Granicznej I linii „Krywałd” znalazła się w jego strukturze.

## Funkcjonariusze placówki
Kierownicy placówki
| stopień          | imię i nazwisko, numer  | okres pełnienia służby | kolejne stanowisko |
| ---------------- | ----------------------- | ---------------------- | ------------------ |
| starszy strażnik | Wiktor Kiermaszek (443) | był w 1926             |                    |

Obsada personalna placówki w 1926:
- starszy strażnik Wiktor Kiermaszek (443)
- starszy strażnik Jan Białek (35)
- strażnik Wincenty Gładysz (279)
- strażnik Paweł Paszek (750)
- strażnik Piotr Sowiński (875)
- strażnik Jan Wichary (1050)
- strażnik Karol Paszkowski (789)
- strażnik Ignacy Brodala (1155)
- strażnik Jan Kolano (434)
- strażnik Roch Kubot (1316)
- strażnik Władysław Matysiak (1183)
- strażnik Michał Stanikowski (1202)
- strażnik  Franciszek Kołodziejski (104)